# Brücken (Pfalz)
Brücken település Németországban, Rajna-vidék-Pfalz tartományban. Lakosainak száma 2102 fő (2023. december 31.).

## Népesség
A település népességének változása:
| Lakosok száma | 2440 | 2107 | 2107 | 2082 | 2067 | 2102 |
|               | 1975 | 2017 | 2019 | 2021 | 2022 | 2023 |